# Dicranomyia nielseniana
Dicranomyia nielseniana là một loài ruồi trong họ Limoniidae. Chúng phân bố ở miền Tân bắc.